# أسد (شهر)
أسد هو الشهر الخامس في التقويم الهجري الشمسي ويتكوّن من 31 يوما. يسمى مرداد في تقويم إيران الحالي. يبدأ أسد (في علم التنجيم) عندما تكون الشمس في برج الأسد فلكيا.
شهر الأسد يوافق: من 22 يوليو إلى 21 أغسطس الميلادي غالباً.